# Carta de Judes

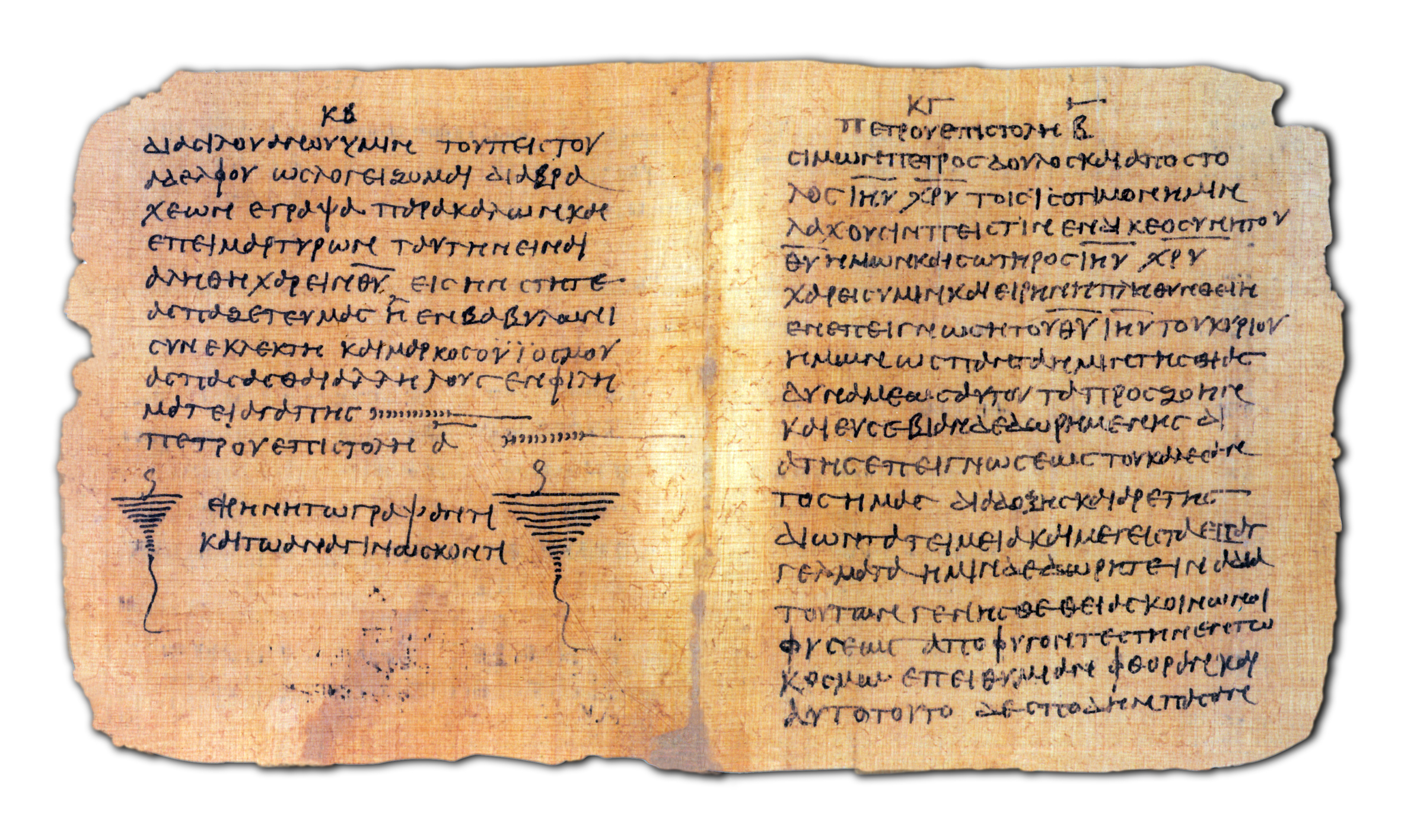
El Papir 72 (un dels Papirs Bodmer) és la còpia més antiga de l'Epístola de Judes

La Carta de Judes és un dels llibres del Nou Testament, el penúltim llibre de la Bíblia i un dels que va tenir més dificultats per entrar en el cànon.

## Autor i lloc
En el passat es creia que l'autor era Judes el germà de Jaume (Jud 1,1) i de Jesús, o bé Judes, fill de Jaume (Lc 6,16; Ac 1,1), que els evangelistes Mateu i Marc anomenen Judes Tadeu (Mt 10,3 i Mc 3,18). Però ja en l'època d'Orígenes (segle iii) hi havia dubtes a l'Església sobre la seva autoria i durant la reforma protestant van tornar a sorgir aquests dubtes.
A principis del segle xx molts teòlegs proposaren que difícilment aquests dos personatges podien haver escrit aquesta carta: pel vocabulari i l'estil que utilitza l'autor, aquest ha de provenir de la cultura grega. També van defensar que havia estat escrita per un autor anònim de finals del segle i o de principis del segle ii, un cristià d'una generació posterior a la dels apòstols. Per les referències a l'Antic Testament, a llibres apòcrifs jueus i per l'apropiació del nom de Judes, alguns teòlegs pensen que l'epístola fou escrita a Palestina i anava dirigida a cristians que provenien del judaisme. No obstant això, no hi ha suficients dades que puguin aclarir aquesta qüestió.

### Teories sobre la persona de Judes
- Alguns teòlegs protestants suposen que Judes era un germà o germanastre de Jesús.
- L'Església catòlica creu que Judes era un cosí de Jesús i fill de Cleofàs.
- L'Església Ortodoxa oriental defensa que Judes era un germanastre de Jesús nascut d'una anterior dona de Josep.
- En una part de Síria creuen que Judes era l'apòstol Tomàs, anomenat Judes Tomàs (autor dels Actes de Tomàs), el doble de Jesús.

## Canonicitat
- Marció en el seu cànon anterior a l'any (150) no la va incloure entre les cartes de Pau.
- El Fragment Muratorià el considerà canònic en l'any 170.
- El Decret Gelasianum l'accepta com a canònica, amb el nom Iudae Zelotis apostoli epistula una  (Epístola de Judes l'apòstol Zelota)
- Tot i que Orígenes (segle iii) i Sant Jeroni (segle iv) encara esmenten els dubtes que hi havia sobre aquesta carta,[5] en el Concili de Nicea I l'any 325 fou declarada canònica.

## Contingut
Podem dividir aquesta petita carta en cinc parts. La tercera és la central pel que fa a contingut:
1. L'epístola es dirigeix als cristians en general (Judes 1-2).
2. Objectiu de la carta (Judes 3-4).
3. Una amonestació contra els falsificadors de la doctrina. Homes impius que practiquen conductes immorals, neguen Jesús, el Senyor, i formen part de la comunitat (Judes 12). És significatiu que utilitzi cinc vegades el pronom «aquests» (outoi, a Jud 8.10.12.16.19) per designar amb menyspreu els falsos mestres que desvien la comunitat cristiana dels ensenyaments dels apòstols. Enumera uns quants exemples de persones castigades en l'Antic Testament per fer una actualització de l'AT i per explicar com Déu actua amb constància al llarg dels temps.(Judes 5-19)
4. Incitació a estimar Déu, enfortir la fe de la comunitat i ajudar a germans i germanes que tenen dubtes (Judes 20-23).
5. Promesa i lloança (Judes 24-25).

### Gènere literari
No és pròpiament una carta. No estan ben definits els destinataris, pràcticament no hi ha una personalització en el contingut de la carta i no hi ha salutacions de comiat. En canvi s'assembla més a un pamflet, amb un estil directe i viu, que recull diverses exhortacions per evitar que la comunitat es deixi endur per les doctrines dels falsos mestres.

### Judes i Henoc
Tot l'escrit respira una atmosfera molt pròxima a la literatura apocalíptica jueva de mitjans del segle i. L'autor cita el Llibre d'Henoc i al·ludeix a un altre llibre apocalíptic, probablement l'Assumpció de Moisès.
1 Henoc 60:8 "Henoc, el setè després d'Adam"
1 Henoc 1:9 "el Senyor ve amb les seves [santes] miríades a fer judici contra tothom, i a condemnar tots els malvats per les accions impies que han comès irreverentment, i per totes les injúries que aquests [pecadors] impenitents han proferit contra ell."
Judes 14-15 "D'ells ja en profetitzà Henoc, el setè després d'Adam, quan deia: Vet aquí que el Senyor ve amb les seves santes miríades 15 a fer judici contra tothom, i a condemnar tots els malvats per les accions impies que han comès irreverentment, i per totes les injúries que aquests pecadors impenitents han proferit contra ell."
1 Henoch 1:2-10 és una expansió de la benediccion de Moisès:
Deuteronomi 33:2 "Digué: “El Senyor ha vingut del Sinaí i des de Seïr els va clarejar: va resplendir des del mont de Paran i va arribar amb deu milers de sants, i a la dreta duia una llei de foc per a ells."

### Semblances amb laSegona carta de Pere
Alguns versicles de Judes (Judes 3-18) són semblants als de la Segona carta de Pere (2 Pere 1:5 i 2 Pere 2:1-18). Això suggereix que un dels escriptors coneixia l'altra epístola. La majoria dels teòlegs defensen que Pere usà l'epístola de Judes com a font, donat que aquesta és més curta i 2Pe evita fer servir la literatura apòcrifa jueva. Un argument contrari és que Pere prediu que vindran falsificadors de la doctrina, i Judes diu que ja han vingut:
2 Pere 3:3 "Primer de tot, tingueu present que als darrers dies vindran falsaris amb insídies, gent que es deixa portar per les pròpies passions
Judes 17 "Però vosaltres, estimats, recordeu-vos de les coses que us van predir els apòstols de nostre Senyor Jesucrist 18 quan us deien: "Als darrers temps vindran homes burletes que viuran segons els seus instints, plens d'impietat."